# Stana Izbașa
Stana Izbașa (n. 5 februarie 1969, Cornea, județul Caraș-Severin) este o cântăreață română de muzică populară și de petrecere din zona Banatului. Ea a colaborat cu Adrian Copilul Minune, Puiu Codreanu, Petrică Nicoară Sârbu, Nicu Paleru, Alin Olaru. A avut multe apariții la Pro Tv în emisiunea lui Teo Trandafir.
Colaboratorii ei sunt: Timișul Jr. Țițel Brestovicean, Corin Irimia, Iasmin Cioară, Dorel Țăranu, Frații Baniciu (Flore și Liță).
Stana Izbașa locuiește în Timișoara 

## Controverse
În 2006 a fost condamnată la 2 ani și 6 luni de închisoare cu suspendare pentru că a dat 3500 de dolari americani pentru a obține de la Facultatea de Drept din cadrul Fundației Române pentru Tineret (FRPT) din Băile Herculane actele necesare la înscrierea pentru examenul de licență fără să fi urmat cursurile facultății și fără să fi susținut examenele.

## Cântece din repertoriu
Cântece din repertoriu:
| - Am auzit din bătrâni (1999) - Fă-ți viața mai frumoasă (2000) - Cine-i cu noroc (cu orchestra lăutarii din Chișinău 2006) - Petreceți cu Stana... de la Timișoara (2008) - Vine dorul badelui - Bădiță ți-ai luat nevastă - Doamne-am auzit aseară - De-aș muri primăvara - Badea-i bănățean - Când cântă cucul pe-afară - La-nsurat și la iubit - Te gândești bade și crezi - Când pleci bade în armată - Pentru tine bade-aș vrea - Frunzuliță firul ierbii - Sărăcie, sărăcie - Măi bădiță ochii tăi - Îți trimit bade scrisoare - Cu omul care mi-i drag - Mândru-i bade-al meu, Ilie - La izvorul din poiană - Fă-ți viața mai frumoasă - Hei, rușinosule | - Pentru fata mea - Cântă, Stana - M-ai mințit că mă iubești - De ce mai întrebi de mine - Nu pot să cred - Lume, nu fi rea - Degeaba-mi curg lacrimi - Viața mea nu ar exista - Altă inimă ți-a furat - Nu mai vreau să fiu a ta - Vreau să fiu cea mai iubită - Ești șmecher și-ți șade bine - Muzica e viața mea - Nu pot să cred că prietena mea - Ești eroul meu - Viața mea e muzica - Cine-i cu noroc? - Oameni buni eu m-am gândit - Cine iubește soarele - Galbena-i frunza - Mândra-i hora bănățeană - De dor și de supărare - Iară cânt iară petrec | - Dorule nu fi nebun - Amară este străinătatea - Nu mor caii când vor câinii - Vezi măi lume cum e viața - M-ai mințit bădiță - Uite nuntă frumoasă - Hai roata și iar roata - Am venit cu voie bună - Vino bade luni la mine - Omule petrece - Bădiță dragostea ta - Cântă cucu prin pădure - Ce mi-ai da - Mai o viață de-aș trăi - Nu mă dau pe toată lumea - Nuntă mare - Plânge sufletul în mine - Se-nsoară băiatul meu - Spune, spune măi bărbate - Stana de la Timișoara - Tu și eu |